# Temina Tuaeva
Temina Davidovna Tuaeva,  (oroszul: Теми́на Давидовна Туаева, Tyemina Davidovna Tuajeva) (Dzaurdzsikau, 1945. szeptember 16. –) oszét színésznő, rendező, forgatókönyvíró, Oroszország Művészeteinek Érdemes Alkotója (2006), Az Észak-Oszétiai Köztársaság – Alánia Kultúrájának Érdemes Dolgozója (1996), Koszta Hetagurov-díj kitüntetettje (2009), az Oroszországi Kinematográfusok Szövetségének tagja (2009), az Oroszországi Újságírók Szövetségének tagja.

## Filmográfia
- 1976 - A kívánság fája[1] - Nargiza (rend. Tengiz Abuladze)
- 1982 – A kubacsi karkötő titka[2] – Manaba, Szaida nővére (rendező: Rafael Gaszparjanc)
- 1982 – A magyar Alánia[3] (saját rendezés)

## Galéria

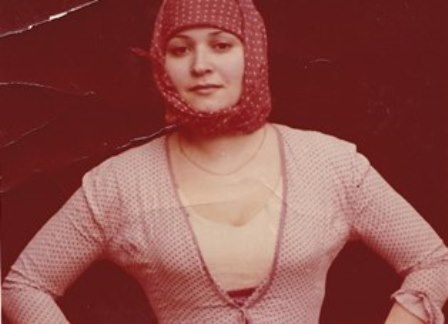
Temina Tuaeva a "A kívánság fája" című filmben

## Fordítás
Ez a szócikk részben vagy egészben  a(z)   თემინა ტუაევა című grúz Wikipédia-szócikk fordításán alapul.  Az eredeti cikk szerkesztőit annak laptörténete sorolja fel. Ez a jelzés csupán a megfogalmazás eredetét és a szerzői jogokat jelzi, nem szolgál a cikkben szereplő információk forrásmegjelöléseként.